# Степко, Олег Сергеевич
Оле́г Серге́евич Степко́ (укр. Олег Сергійович Степко; род. 25 марта 1994, Запорожье) — гимнаст, представлявший Украину (до 2014), Азербайджан (с 2014). Бронзовый призёр чемпионата мира (2015, брусья), чемпион Европы (2013, брусья), финалист Олимпийских игр 2012 года (командное первенство), участник Олимпийских игр 2016 года, чемпион и четырёхкратный призёр I Европейских игр 2015 года.
Двукратный чемпион, двукратный серебряный призёр I Юношеских Олимпийских игр (2010).

## Выступления за Украину
Родился и вырос в Запорожье. Воспитанник СДЮШОР № 1, закончил Запорожский областной интернат спортивного профиля. Первый тренер — Надежда Домбровская. С шести лет тренировался у Павла Нетребы. Учился в Институте здоровья, спорта и туризма Классического приватного университета.
Представлял ФСО «Украина» и СК «Металлург» комбината «Запорожсталь». Мастер спорта международного класса.
Двукратный чемпион (в упражнениях на брусьях и в командном зачёте), бронзовый призёр по многоборью на Всемирной гимназиаде 2009 г. Абсолютный чемпион V Молодёжных спортивных игр Украины 2010 г., двукратный серебряный призёр Кубка Украины по спортивной гимнастике в упражнениях на брусьях и коне. Чемпион Украины 2011 г. в командном первенстве, серебряный призёр в многоборье, в вольных упражнениях и в упражнениях на коне. Обладатель Кубка Стеллы Захаровой 2010.
Юношеские олимпийские игры 2010
- Упражнения на брусьях (14,400)[10]
- Упражнения на коне (13,950)[11]
- Абсолютное первенство (85,350)[12]
- Вольные упражнения (14,500)[13]

Чемпионат мира 2011
На чемпионате мира по спортивной гимнастике 2011 в Токио занял 19-е место в абсолютном первенстве.
Команда с участием Олега заняла 5-е место.
Чемпионат Европы 2012
На проходившем в 2012 году в Монпелье чемпионате Европы по спортивной гимнастике команда с участием Олега заняла 5-е место
Чемпионат Европы 2013
21 апреля 2013 в Москве на чемпионате Европы по спортивной гимнастике завоевал золотую медаль в упражнении на брусьях с результатом 15,766 балла. В многоборье остановился в шаге от пьедестала. Был признан лучшим спортсменом Украины апреля.
Универсиада 2013
На Универсиаде 2013 вместе с командой завоевал серебряную награду. Из-за падения в многоборье не сумел зацепиться за медали. Участвовал в упражнениях на коне, брусьях. На коне сумел завоевать бронзу.
Смена спортивного гражданства
Тренер Степко, Павел Нетреба, принял предложение работать в Азербайджане. Решение выступать за Азербайджан позже принял и Степко.
Как только об этом стало известно, Тимофей Нагорный предпринял усилия, чтобы Степко остался выступать за Украину, которые, однако, не увенчались успехом. За решение отпустить Степко из Украины, с условием денежной компенсации со стороны Азербайджана, проголосовали шестеро членов президиума Федерации гимнастики Украины, в том числе бывшие гимнасты Валерий Гончаров и Игорь Коробчинский (и. о. президента Федерации). В конце февраля 2014 года Олег Степко сменил спортивное гражданство с украинского на азербайджанское. В интервью 2017 года Степко отмечал лучшие условия для развития в Азербайджане по сравнению с Украиной.

## Выступления за Азербайджан
Чемпионат Европы 2015
На проходившем в апреле 2015 года в Монпелье чемпионате Европы по спортивной гимнастике занял 4-е место в упражнении на брусьях с результатом 15,266 балла
Европейские игры 2015
- Упражнения на брусьях (15,733)[25]
- Абсолютное первенство (89,065)[26]
- Упражнения на коне (14,600)[27]
- Командное первенство (174,195)[28]
- Опорный прыжок (14,966)[29]

Олимпийские игры 2016 года в Рио-де-Жанейро
Участвовал в квалификации во всех индивидуальных дисциплинах спортивной гимнастики на Олимпийских играх 2016 года в Рио-де-Жанейро. Прошёл в финал в личном многоборье, где занял 22-е место.

## Гражданин России
В конце 2016 года главный тренер сборной Азербайджана Павел Нетреба был уволен. После взаимных обид Степко перестал тренироваться у Нетребы. В 2017 году Степко принял решение выступать за Россию и стал тренироваться в Новосибирске у Владимира Кочнева. Степко последний раз выступал за Азербайджан в 2016 году и 18 марта 2018 года у него закончилась международная лицензия. В 2018 году Степко стал гражданином Российской Федерации. Тренер новосибирского центра подготовки по спортивной гимнастике им. Е. Подгорного. В 2022 году стал фигурантом скандала с рукоприкладством по отношению к воспитаннику.

## Государственные награды
- Орден Данилы Галицкого (2013) — за достижение высоких спортивных результатов на XXVII Всемирной летней Универсиаде в Казани, проявленные самоотверженность и волю к победе, возвышение международного авторитета Украины[35]
- Орден «Слава» (2015) — за высокие достижения на I Европейских играх и большие заслуги в развитии спорта в Азербайджане[36].
- Серебряная медаль Азербайджанской федерации гимнастики (2015)[37].